# Кашуба, Валерий Юрьевич
Валерий Юрьевич Кашуба (род. 14 сентября 1984, Беловодское) — в прошлом кыргызстанский футболист, вратарь клуба «Дордой» и сборной Кыргызстана. Тренер вратарей в ФК "Дордой".

## Карьера

### Клубная
Родился 14 сентября 1984 года, отец русский, мать грузинка    Воспитанник бишкекского РУОР, тренеры — Владимир Тягусов, Чинарбек Бейшенбеков.
С 2000 года выступал за ряд клубов высшей лиги Кыргызстана, в том числе «Динамо» (Бишкек), «Дордой», СКА-ПВО/СКА-Шоро/Алга, «Абдыш-Ата», «Алай». Неоднократный чемпион и призёр чемпионата страны, обладатель Кубка Кыргызстана.
Принимал участие в матчах Кубка Содружества в составе команды «Нефтчи» из города Кочкор-Ата. В составе «Дордоя» и «Алая» играл в матчах азиатских клубных турниров.
В 2011—2012 годах играл в клубе казахстанской первой лиги «Ак Булак», провёл 22 матча. Также в середине 2010-х годов представлял таджикский «Худжанд».

### В сборной
В составе олимпийской сборной Кыргызстана принимал участие в Азиатских играх 2006 года. Позднее также участвовал в Азиатских играх 2014 года в качестве одного из трёх игроков старше 23-х лет, сыграл 3 матча.
В национальную сборную Кыргызстана призывается с 2003 года. Первый матч сыграл 10 ноября 2004 года против Кувейта, заменив на 62-й минуте Закира Джалилова, и за оставшееся время пропустил один гол. Всего по состоянию на январь 2019 года сыграл 22 матча.
Участник Кубка Азии 2019 года, на турнире был запасным вратарём и ни разу не вышел на поле.

## Тренерская карьера
В январе 2022 года Кашуба был назначен играющим тренером вратарей в "Дордое". В декабре 2023 года новым тренером вратарей в команде стал Кирилл ПрядкинВ июне 2023 года Валерий Кашуба совмещал должность тренера вратарей в Ф.К.Дордой и Национальной сборной.С июня 2024 года, после перехода Прядкина в сборную Кыргызстана, вернулся на должность тренера вратарей в штабе Владимира Сало